# Stylochaeton hypogaeus
Stylochaeton hypogaeus är en kallaväxtart som beskrevs av F.M.R. Leprieur. Stylochaeton hypogaeus ingår i släktet Stylochaeton och familjen kallaväxter. Inga underarter finns listade.